# Lidiane Lopes
Lidiane Lopes (ur. 1 września 1994) – pochodząca z Republiki Zielonego Przylądka lekkoatletka, sprinterka, olimpijka z Londynu.
Reprezentowała swój kraj na igrzyskach w Londynie, startowała w biegu na 100 metrów kobiet - odpadła w eliminacjach z czasem 12,72 s.